# Hồ Slave Lớn
Hồ Slave Lớn (tiếng Anh: Great Slave Lake; tiếng Pháp: Grand lac des Esclaves) là hồ lớn thứ hai ở lãnh thổ Tây Bắc của Canada (sau Hồ Gấu Lớn), hồ sâu nhất ở Bắc Mỹ với độ sâu 614 mét (336 sải; 2.014 ft) và là hồ lớn thứ mười trên thế giới. Hồ dài 469 km (291 mi) và rộng 20 đến 203 km (12 đến 126 mi). Diện tích của hồ là 27.200 km2 (10.502 dặm vuông Anh) ở mạn phía nam của khu vực Tây Bắc. Lượng nước trong hồ dao động từ 1.070 km3 (260 mi khối) đến 1.580 km3 (380 mi khối) và có khi lên tới 2.088 km3 (501 mi khối), khiến nó trở thành hồ có lượng nước lớn thứ 10 hoặc 12 trên thế giới.
Hồ cùng chia sẻ tên với những thổ dân Slavey. Các thị trấn nằm bên cạnh hồ bao gồm: Yellowknife, Hay River, Behchoko, Fort Resolution, Lutselk'e, Hay River Reserve, Dettah và N'Dilo. Cộng đồng dân cư duy nhất ở East Arm là Lutselk'e, một thôn có khoảng 350 người, hầu hết là thổ dân Chipewyan của quốc gia Dene và giờ đang bị ruồng bỏ ở trại mùa đông/trạm thuộc Công ty vịnh của Hudson là Fort Reliance. Dọc theo bờ biển phía nam, phía đông của sông Hay là Pine Point Mine bị bỏ hoang và thị trấn công ty thuộc Pine Point.

## Lịch sử
Những người bản xứ Bắc Mỹ là những cư dân đầu tiên ở bên cạnh hồ sau khi nước đóng băng rút. Bằng chứng khảo cổ đã phát hiện ra một vài giai đoạn khác nhau về lịch sử văn hóa, bao gồm: truyền thuyết Bắc Plano Palaeoindi (8,000 năm trước), Shield Archaic (6,500), truyền thuyết Arctic Small Tool và truyền thuyết Taltheilei Shale (2,500 năm trước). Mỗi nền văn hóa lại để lại một dấu ấn riêng biệt trong hồ sơ khảo cổ học dựa trên loại hoặc kích thước đồ nghề bằng đá.
Hồ Slave Lớn có mặt trên bản đồ Châu Âu khi đang xuất hiện ngành thương mại lông thú ở phía Tây Bắc của vịnh Hudson vào giữa thế kỉ 18. Cái tên "Slave Lớn" đến từ những người da đỏ bộ lạc Slavey, một trong số những bộ lạc Athapaskan sống dọc bờ biển phía Nam thời điểm đó. Vì những nhà thám hiểm người Pháp buôn bán trực tiếp với thương nhân Cree, hồ lớn được gọi theo tiếng Pháp là "Grand lac des Esclaves", mà sau này dịch sang tiếng Anh là "Great Slave Lake" - Hồ Slave Lớn.
Nhà thương nhân lông thú Anh quốc Samuel Hearne đã khám phá ra Hồ Slave Lớn năm 1771 và vượt qua hồ đóng băng mà ông đặt tên là Hồ Athapuscow. Từ 1897-1898, một cư dân vùng biên giới Charles "Buffalo" Jones di chuyển đến Vòng Bắc Cực, nơi nhóm của ông trú đông trong một chiếc cabin mà họ xây dựng gần Hồ Slave Lớn. Những thành tích của ông và phát đạn của nhóm đẩy lui một con sói đang đói gần Hồ Slave Lớn được Ernest Thompson Seton và Edward Alexander Preble xác nhận năm 1907 khi họ phát hiện ra những dấu tích của các con vật trong chiếc cabin bị bỏ hoang.

## Lịch sử địa lý và tự nhiên

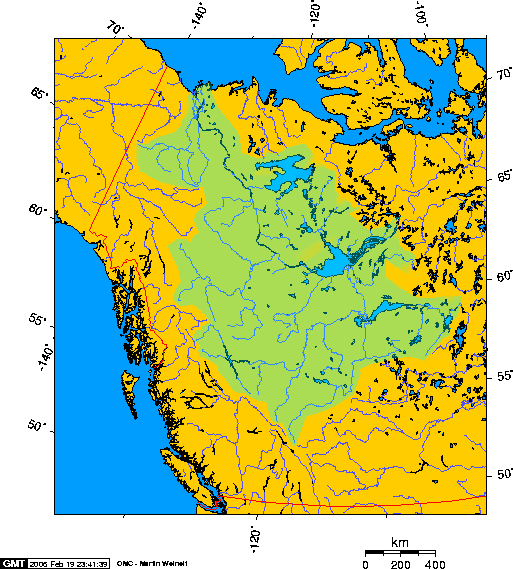
Lưu vực thoát nước sông Mackenzie cho thấy vị trí của Hồ Slave Lớn ở Vòng Cực Bắc Canada.

Các sông Hay, Slave và Taltson là những phụ lưu chính của hồ. Hồ do nước từ sông Mackenzie chảy vào. Mặc dù bờ tây là rừng, nhưng bờ đông và mạn Bắc đều giống như Đài nguyên.
Phần phía tây chính của hồ tạo nên một cái bát sâu vừa phải với diện tích bề mặt 18.500 km2 (7.100 dặm vuông Anh) và chứa 596 km3 (143 mi khối) nước. Phần chính này có độ sâu tối đa 187,7 m (616 ft) và độ sâu trung bình 32,2 m (106 ft). Về phía đông, vịnh McLeod (62°52′B 110°10′T / 62,867°B 110,167°T) và vịnh Christie (62°32′B 111°00′T / 62,533°B 111°T) sâu hơn nhiều, với độ sâu lớn nhất đo được ở vịnh Christie là 614 m (2.014 ft)
Trên một số đồng bằng xung quanh Hồ Slave Lớn, những đỉnh vũng lầy nhiều góc đã hình thành, giai đoạn đầu kế tiếp thường bao gồm cây Picea mariana mở đường.
Phía nam của hồ Slave Lớn, ở góc xa của Vườn quốc gia Wood Buffalo là Dãy sếu Mỹ hè, một góc làm tổ của sếu Mỹ được phát hiện năm 1954.

## Nhánh sông
Dưới đây là danh sách nhánh sông chảy vào Hồ Slave Lớn (chảy theo chiều kim đồng hồ từ cộng đồng Behchokǫ̀);
- Sông Emile
- Sông Snare
- Sông Wecho
- Sông Stagg
- Sông Yellowknife
- Sông Beaulieu
- Sông Waldron
- Sông Hoarfrost
- Sông Lockhart
- Sông Snowdrift
- Sông La Loche
- Sông Thubun
- Sông Terhul
- Sông Taltson
- Sông Slave
- Sông Little Buffalo
- Sông Buffalo
- Sông Hay
- Mosquito Creek
- Sông Duport
- Hồ Marian

## Đường băng

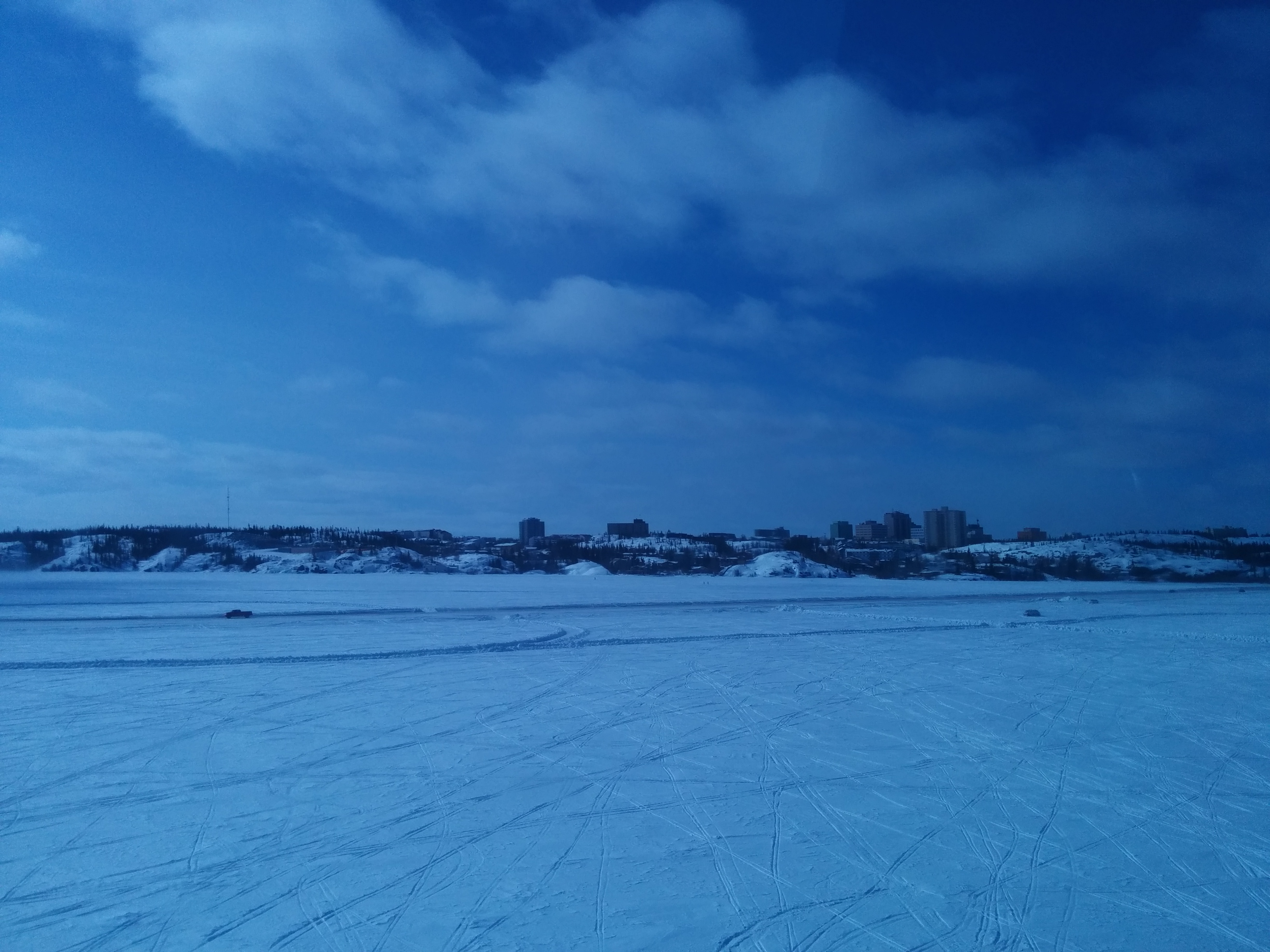
Đường giao thông trên băng Dettah

Hồ Slave Lớn có một đường băng được biết tới với cái tên đường băng Dettah, nối thủ phủ Yellowknife của Lãnh thổ Tây Bắc đến Dettah, một cộng đồng thổ dân đầu tiên đánh cá nhỏ cũng ở Lãnh Thổ Tây Bắc.

### Ice Lake Rebels
Đến tháng 7 năm 2014, loạt sê-ri tài liệu của Animal Planet mang tên Ice Lake Rebels diễn ra trên hồ Slave Lớn và kể lại chi tiết về cuộc sống của những nhà thuyền trên hồ.

## Hình ảnh

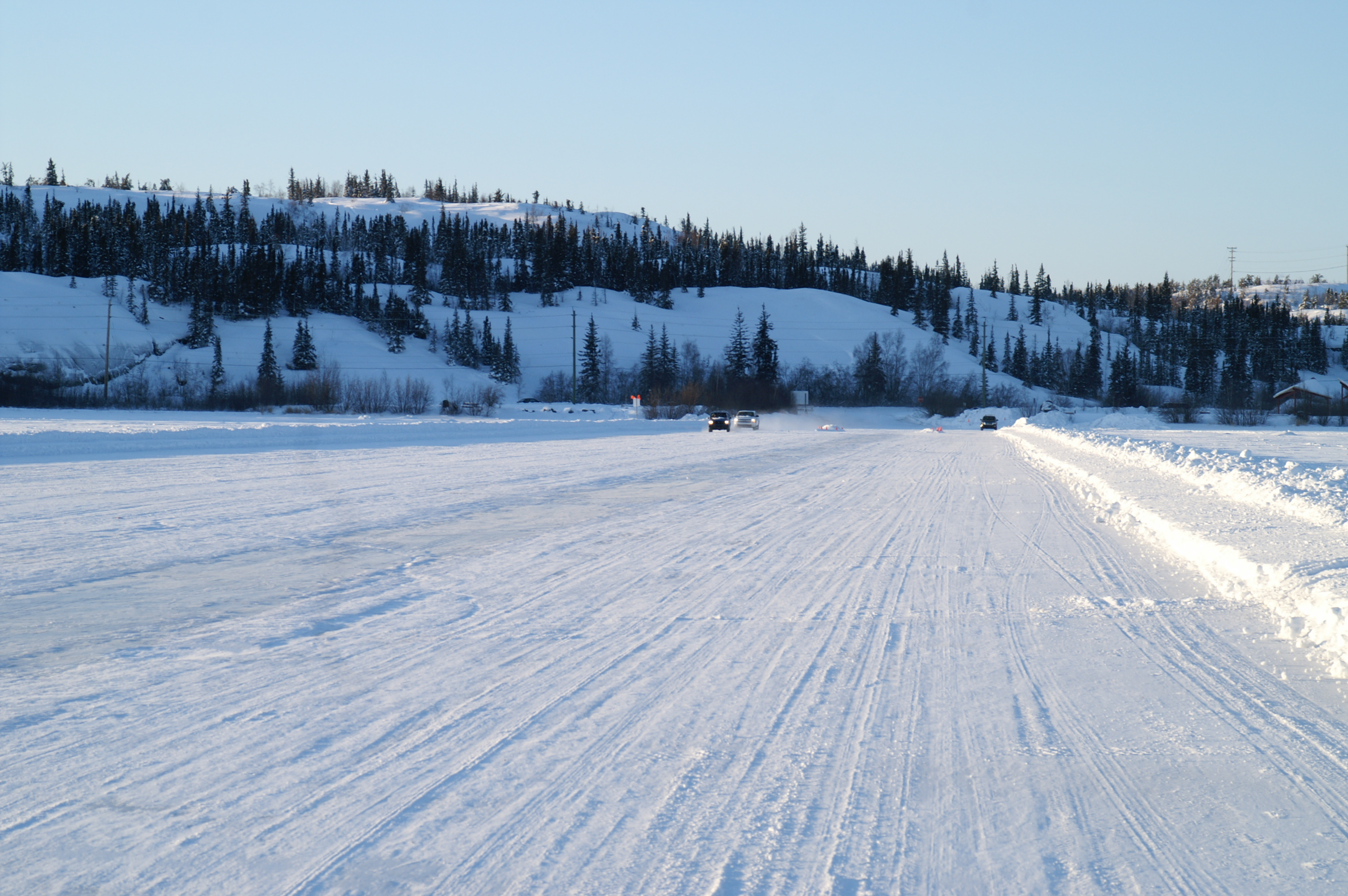
Đường băng Dettah trên Hồ Slave lớn.
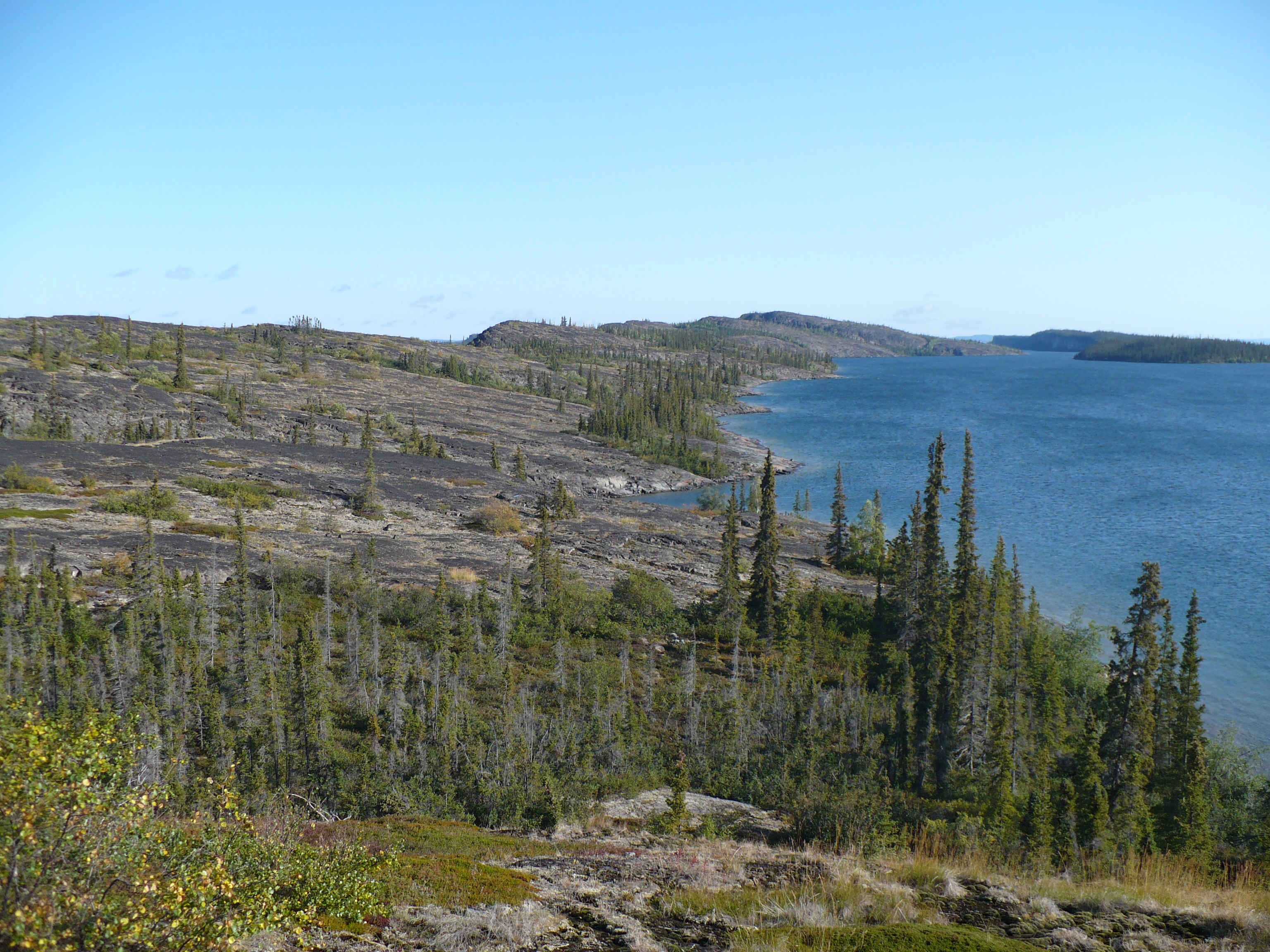
Utsingi Point (mạn Đông) ở rìa phía đông của Vườn quốc gia Thaydene Nene theo dự định.
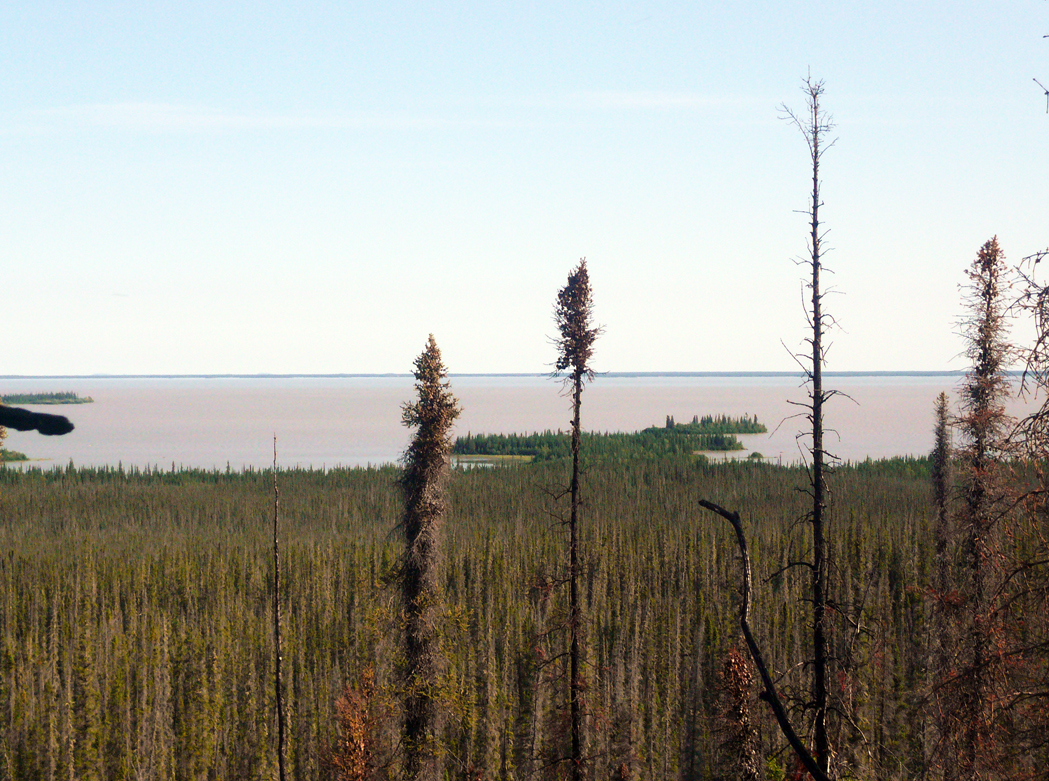
Bắc vịnh Bay, Hồ Slave lớn.
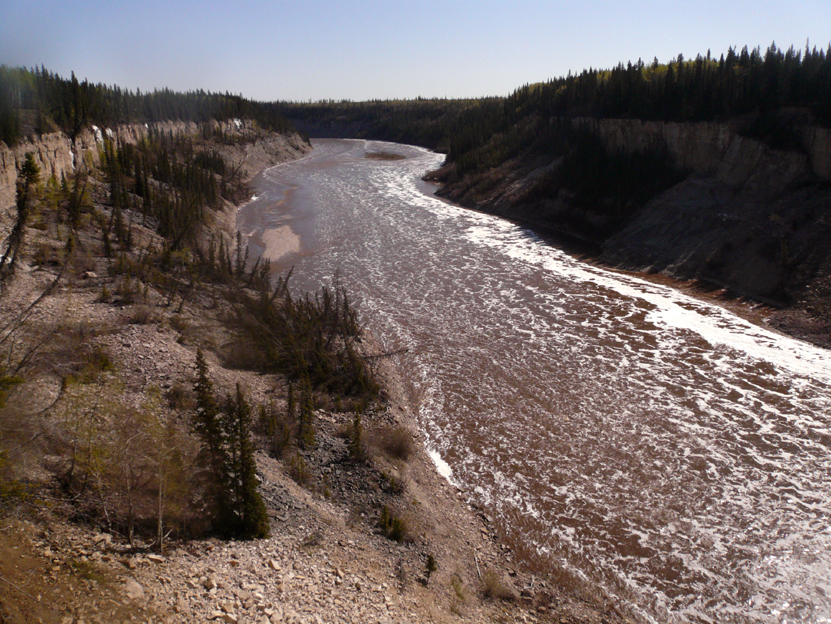
Sông Hay, một trong những nhánh sông của Hồ Slave lớn.